# Telefoncentral
Telefoncentral var en kommunikationsvirksomhed, som via et omstillingsbord satte telefoner i forbindelse med hinanden. Centralen dækkede et geografisk område, som kunne være en by eller en bydel. Fra telefonens barndom til op i 1950'erne var centralen manuelt betjent, herefter semiautomatiske frem til slutningen af 1970'erne, hvor de blev ottecifrede og fuldt automatiseret En abonnent, der ville i telefonisk forbindelse med en anden abonnent, ringede centralen op. En telefonist svarede, og abonnenten opgav nummeret på den abonnent, man ønskede forbindelse med. Telefonisten forbandt med kabler på omstillingsbord pågældende abonnenter, hvorved modtagende abonnents telefon blev aktiveret. Telefonisten registrerede den forbrugte samtaletid, som påførtes den løbende regning hos den abonnent, der havde ringet op.
Telefoncentralen var ejet og drevet af et telefonselskab, og blev ledet af en forstanderinde. Personalet var altovervejende kvindelig.
Telefonvæsenet i Danmark organiseredes oprindeligt i regionale, fælleskommunale selskaber. KTAS (Københavns Telefon Aktie-Selskab) stiftet i 1881; JTAS (Jydsk Telefon Aktie-Selskab) stiftet i 1895; FKTAS (Fyns Kommunale Telefon Aktie-Selskab) stiftet i 1884, samt flere.

## Danmarks første telefoncentral
Alexander Graham Bell præsenterede den første telefon på verdensudstillingen i Philadelphia i 1876. I Danmark blev "Kjøbenhavns By- og Hustelegraf" startet af Severin Lauritzen, med telefonforbindelser mellem kontorer og fabrikker. Fra selskabets hovedcentral i hotel Royal nær Børsen, de store banker og Christiansborg Slot havde man telefonisk kontakt til omkring ti små stationshuse rundt om i byen, hvorfra bude hurtigt fik de indringede meddelelser bragt ud til kunderne. I 1881 blev den første central indviet med 22 abonnenter i det indre København. Anlægget var ejet af Bell. 
I 1881 kostede det 150 kr at få telefon, dvs en halv årsløn for en arbejder. I de følgende år blev hele kvarterer pakket ind i et net af luftledninger, fastgjort til store kvadratiske stativer overalt på byens tage, én ledning for hver abonnent i København. Da C.F. Tietgen første gang hørte om telefoner, skal han have udbrudt: "Telefon? Jeg skal sandelig ikke ringes op af en hvilken som helst urtekræmmer!" Men snart blev han den, der i 1882 stiftede Kjøbenhavns Telefon-Selskab; og naturligt nok fik Privatbanken, hvor han var direktør, telefonnummer 1. Navnet blev senere ændret til Kjøbenhavns Telefon Aktieselskab (det senere KTAS og TDC), og Tietgen var selvfølgelig formand for bestyrelsen. ( Nummeret kan spores helt til i dag, hvor telefonnummeret til Nordeas hovedkvarter er 3312 1111.) Tietgen tog også initiativet til "Verdens største Telefonbureau", der lå på 3. sal i Jorcks Passage og åbnede i 1896, i en bygning kronet med løgkupler. Da var der mere end 5.000 telefoner i København og op langs Strandvejen. I 1904 væltede en snestorm de mange tagstativer, og ingen kunne ringe i flere uger. Derefter gik man over til at lægge telefonkablerne under jorden. Udsmykningen af Jorcks Passage blev revet ned i 1912 og solgt som gammelt jern. 
Da man første gang kunne ringe til udlandet, var det en ren sensation; for en opringning til Sverige måtte man først indsende en skriftlig ansøgning underskrevet af to kautionister. 
I 1890'erne var der 57 regionale selskaber i Danmark. I 1897 besluttede man i Rigsdagen, at telefoni var et statsligt anliggende, som staten havde eneret på.
Eneretten blev brugt til at give koncession til større, private, regionale selskaber. I 1900 var der 11 koncessionerede selskaber, i 1922 kun syv, og i 1947 kun tre tilbage: KTAS (Sjælland og øerne, også Bornholm), FKT (Fyn og dertilhørende øer) og JTAS (Jylland fra før genforeningen i 1920).

## Telefoncentraler i København
CEntral (Københavns hovedcentral) - BYen - PAlæ - MInerva (Kbh. City) - AMager - SUndby - ASta (Amager i Kbh. kommune) - GOdthåb (Frederiksberg) - FAsan (Frederiksberg) - NOra - LUna (Indre Nørrebro) - VEster - EVa - HIlda (Vesterbro) - TAga - ÆGir (Ydre Nørrebro, Nordvest) - ØBro - TRia (Østerbro) - RYvang - BElla (Brønshøj) - VAlby - DAmsø (Vanløse) - SØborg - ORdrup - GEntofte og HElrup (Hellerup).
Kun de to første bogstaver - her med versaler - skulle drejes fra demiautomatiske telefoner.

## Et kvindejob
Centralerne var ledet af en centralbestyrer. De ansatte – telefonistinderne, som også kaldtes "nummerpiger" – skulle være fyldt 20 år og komme fra de bedre sociale lag, så hun havde et pænt sprog. Hun skulle bo hjemme eller hos en respektabel familie. Dertil måtte hun underskrive et tavshedsløfte og være ugift; for et tavshedsløfte mente man ikke, en gift kvinde kunne overholde overfor sin mand. En præst måtte også attestere, at pigen var "sædelig og ædruelig". Midt i centralen sad en forstanderinde, der holdt øje med, at telefonistinderne ikke henfaldt til private samtaler. Måtte de på toilettet, skulle de bede om lov og dertil neje, når de gik forbi hende. I et rum under telefonistindernes stole lå tordentelefonen, som blev benyttet i tordenvejr. Den blev holdt i venstre hånd, og på den højre havde man som en sikkerhedsforanstaltning en gummihandske på. 

## Ekstern kilde/henvisning
http://www.postogtelemuseet.dk/ Arkiveret 14. januar 2022 hos  Wayback Machine